# Porto Vitória
Porto Vitória är en kommun i Brasilien.   Den ligger i delstaten Paraná, i den södra delen av landet, 1 200 km söder om huvudstaden Brasília. Antalet invånare är 4 020.
I omgivningarna runt Porto Vitória växer i huvudsak städsegrön lövskog. Runt Porto Vitória är det ganska tätbefolkat, med 67 invånare per kvadratkilometer.